# Таганрогский дворец молодёжи
Таганрогский дворец молодёжи — муниципальное социально-культурное и образовательное учреждение в Таганроге.

## История создания
Таганрогский дворец молодёжи создан в 2011 году в здании бывшего Дворца культуры комбайнового завода.
В 2004 году владельцы Таганрогского комбайнового завода, будучи не в силах финансировать деятельность ДК, продали здание фирме «ИнтерРесурс», которая начала его реконструкцию. В рамках соглашения на 2004 год, подписанного городской Администрации с фирмой «ИнтерРесурс», последняя обязалась выделить 900 тысяч рублей на благоустройство и поддержание санитарного порядка территории, прилегающей к Дворцу культуры.
Впоследствии фирма «ИнтерРесурс» использовала здание Дворца культуры как залог по кредиту, полученному в банке «Центр-Инвест».
По инициативе руководства города в 2008 году при поддержке областной администрации здание было выкуплено у частного владельца в муниципальную собственность, на что из регионального бюджета было выделено 100 миллионов рублей.
Ремонт здания, разделённого на две части, «муниципальную» и «частную», был начат в августе 2010 года. Для ремонта «муниципальной» части из областного и городского бюджетов было выделено около 56 миллионов рублей. Столько же выделили инвесторы для ремонта и «частной» части Дворца, в которой разместились кинотеатр «НЕО» и ресторан. Торжественное открытие дворца молодёжи состоялось 10 сентября 2011 года.
В 2015 году коммерческий арендатор, занимающий значительные площади в муниципальном «Дворце Молодёжи», был обязан городским судом платить коммунальные платежи. До заключения этого мирового соглашения много лет он платил только арендную плату, которая составляла от 6 до 7 миллионов рублей в год. Коммунальные платежи за себя и этого крупного арендатора платил сам дворец, причём средств зачастую не хватало, и тогда это муниципальное учреждение попадало в должники. Проблема долгое время решалась в суде, пока стороны не решили пойти на мировую, и теперь ежемесячно главный арендатор должен будет дополнительно раскошеливаться на 450 тысяч рублей в месяц.

## Здание
До Октябрьской революции на месте этого здания находились казармы 274-го запасного полка. Начало проектных работ относится к 1923 году. Автор проекта — архитектор М.Ф. Покорный. Здание — яркий образец конструктивизма в архитектуре. В плане здание напоминало головку разводного гаечного ключа — символ мирного труда. Клуб металлистов строился совместно Таганрогском инструментальным заводом (впоследствии — Таганрогский комбайновый завод) и заводом «Красный котельщик». Клуб возводился молодёжью Таганрога из кирпича разобранной церкви во имя Святого Архангела Михаила, находившейся на месте нынешнего молокозавода. Средств и материалов не хватало, поэтому вместо железобетона здание возведено из кирпича. Фасады оштукатурены. Главный вход акцентирован полуцилиндрическим фасадом вестибюля и фойе второго этажа. Третий этаж этого крыла был надстроен в 1960-е годы. Металлические оконные переплёты подчёркивали «индустриальность», а не жилой характер здания.

## Дворец молодёжи
Во Дворце молодёжи 25 января, в День российского студенчества, проводится традиционная торжественная церемония вручения именных стипендий Мэра Таганрога лучшим студентам города.

## Директора Дворца молодёжи
- с 2021 по наст. время — Е. В. Коваленко[11][12]
- с 2011 по 2021 — С. И. Федянина[13][12]